# Kharsia
Kharsia är en ort i Indien. Den ligger i distriktet Raigarh och delstaten Chhattisgarh, i den centrala delen av landet, 1 000 km sydost om huvudstaden New Delhi. Kharsia ligger 262 meter över havet och antalet invånare är 18 256.
Terrängen runt Kharsia är huvudsakligen platt, men norrut är den kuperad. Runt Kharsia är det ganska tätbefolkat, med 172 invånare per kvadratkilometer. Närmaste större samhälle är Sakti, 15,4 km väster om Kharsia. Trakten runt Kharsia består till största delen av jordbruksmark.